# 은하 병합

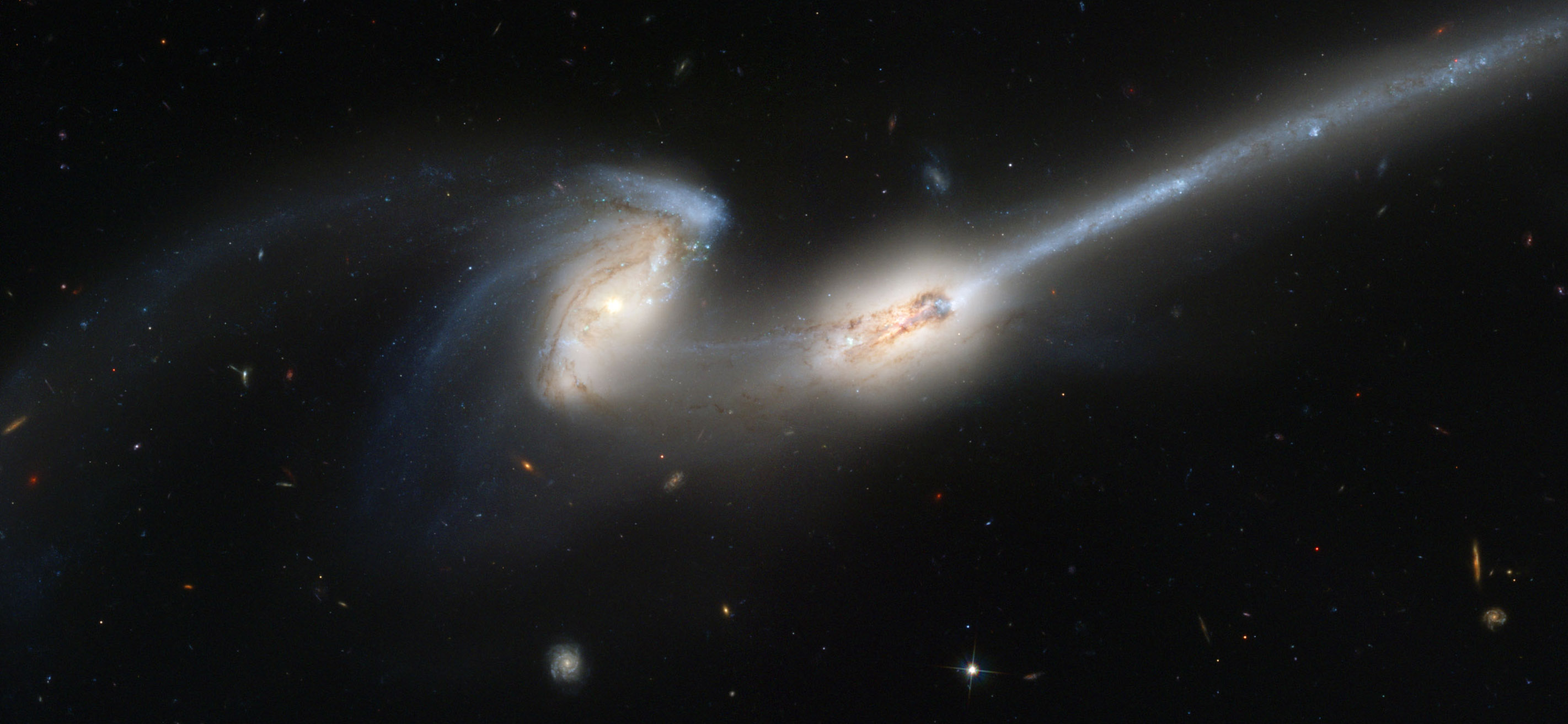
병합 과정에 있는 생쥐 은하 (NGC 4676 A/B).

은하 병합은 둘 또는 그 이상의 은하가 충돌할 때 발생한다. 이것들은 은하간 상호작용의 가장 격변적인 유형이다. 은하 병합은 실제로 별 또는 항성계의 충돌을 수반하는 것이 아니라, 은하 사이의 중력 상호작용과 기체 및 티끌 사이의 마찰이 주요한 효과로 수반된다. 그러하 병합의 정확한 효과는 충돌 각도, 속도, 상대적 크기/조성과 같은 매우 다양한 변수들에 따라 달라지며, 현재 매우 활동적인 연구의 장이다. 은하 병합은 병합 속도가 은하의 진화의 핵심적인 수치에 해당하기 때문에 중요하다. 또한 병합 속도는 시간에 따라 은하가 어떻게 성장했는지에 대한 단서를 제공한다.

## 설명

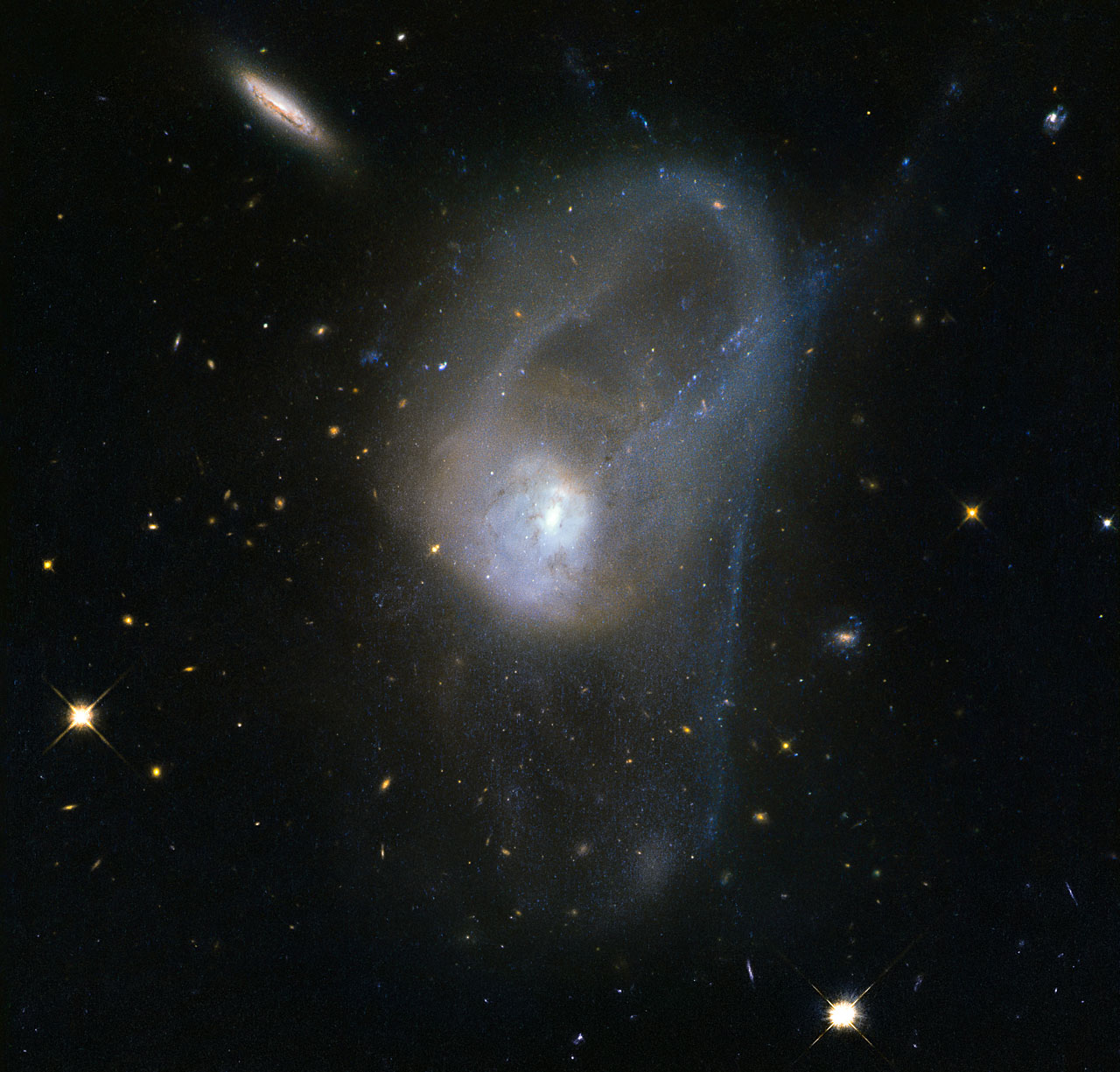
NGC 3921은 병합의 만기 단계에 있는 한 쌍의 상호작용은하이다.

병합할 때, 각 은하의 별과 암흑물질은 접근하는 은하에 의해 영향을 받게 된다. 병합의 만기 단계에 이르면서, 중력 위치(은하의 모양 등)는 매우 빠르게 변화하기 시작하여 별의 궤도가 크게 영향을 받아 이전의 궤도의 형상을 상실하게 된다. 이 과정은 격변적 안정화(violent relaxation)라고 불린다. 따라서 만약 두 원반은하가 충돌한다면, 두 은하의 변화는 원반면(은하면)에서 규칙적인 회전을 하는 별들에서부터 시작될 것이다. 병합할 동안에 규칙적인 운동은 무작위 운동으로 변하게 된다. 그러한 결과의 은하는 복합적이고 무작위적인 궤도로 공전하는 별들이 우세하게 된다. 이것은 타원 은하에서 볼 수 있는 것이다.
은하 병합은 또 막대한 수준의 별의 형성의 장소이기도 하다. 큰 병합(major merger)이 일어날 때의 별 형성률(SFR)은 각 은하의 기체량과 적색편이(거리)에 따라 연간 수천 태양질량 상당에 이를 수 있다. 일반적인 은하 병합의 SFR은 연간 100 태양질량 미만이다. 이는 연간 극소수의 별(~2개)만을 형성하는 우리은하에 비해 큰 것이다. 대부분의 별이 은하 병합 도중에 실제로 서로 충돌할 만큼 가까워지진 않지만, 거대 분자운은 다른 분자운과 충돌하고 있는 은하의 중심으로 빠르게 낙하한다. 따라서 그러한 충돌은 구름들의 압축을 야기하여 새로운 별들을 형성하게 만든다. 이러한 현상은 근방의 우주에 있는 합병 은하에서 볼 수 있다. 이 과정은 은하의 기체가 훨씬 더 많은(따라서 분자운도 훨씬 더 많다) 시절인 10~100억 년 전에 발생했을 것으로 여겨지는, 우리가 오늘날 보는 대부분의 타원은하를 형성한 병합 기간에 더 많이 발생했을 것이다. 또한 은하의 중심으로부터 멀어지는 기체운은 달아면서 서로 충격파를 형성하여 기체운 속의 별의 형성을 활성화시키게 만들 것이다. 이러한 모든 격변적 현상의 결과로 은하는 병합한 이후에 새로운 별을 형성할 수 있는 기체의 양이 줄어들게 된다. 따라서 어떤 은하가 큰 병합을 겪었다면, 그로부터 수십 억 년이 지난 그 은하에는 극소수의 어린 별만이 존재하게 된다. 이는 오늘날의 타원 은하에서 볼 수 있다. 이러한 타원 은하들은 매우 적은 양의 분자기체와 극소수의 별을 가지고 있다. 이는 타원 은하가 병합할 동안에 기체 대부분을 별의 형성에 소진해 버린 큰 병합의 종착점이기 때문으로 여겨지고 있다. 따라서 그러한 은하에서 병합 이후 더 이상의 별의 형성은 없다.

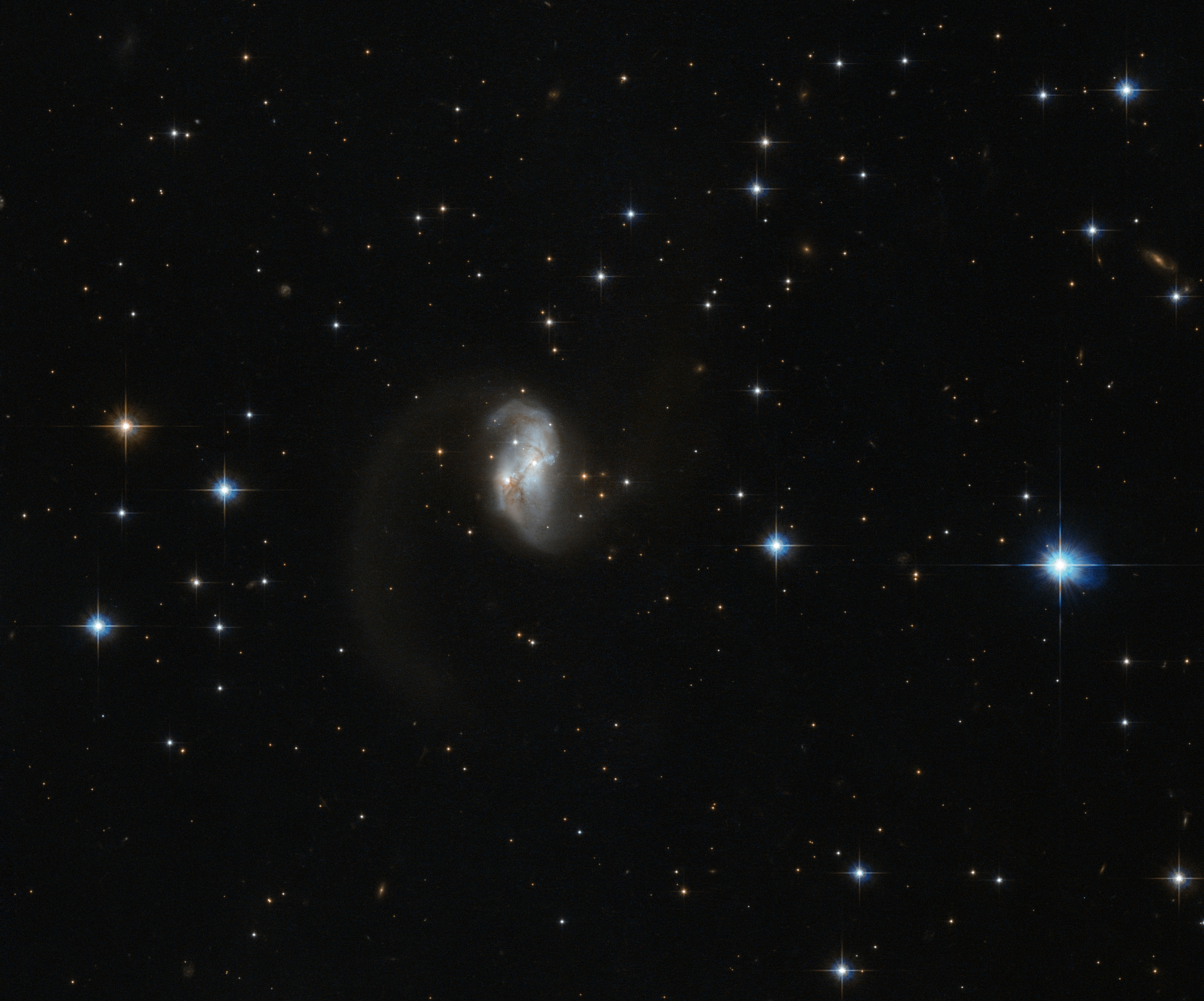
비틀어진 지렁이 같은 구조의 이 은하는 두 은하의 충돌 및 병합의 결과로 여겨진다.

은하의 형성에 관해 더 많은 것을 연구하기 위해 은하 병합에 관하여 컴퓨터 모의실험이 이루어진다. 처음에 어떠한 형태적 유형의 은하의 쌍에는 중력, 또 성간기체의 유체역학 및 소진, 기체 없는 별의 형성, 초신성에 의한 성간매질로의 에너지와 질량 방출 모두 고려될 수 있다. 그러한 은하 병합 모의실험에 관한 라이브러리는 GALMER 웹사이트에서 찾을 수 있다. 메릴랜드주 발티모어의 우주 망원경 과학 연구소의 제니퍼 로츠(Jennifer Lotz)가 주도한 연구에서 허블 망원경이 촬영한 사진(장면)을 더 정확하게 분석하기 위해 컴퓨터 모의실험을 제작하였다. 로츠의 연구팀은 서로 동일한 질량을 가진 한 쌍의 은하에서부터 거대한 은하와 작은 은하 사이의 상호작용까지 넓은 범위의 병합 가능성 계산을 시도하였다. 또한 연구팀은 은하에 관해 충돌 가능한 각기 다른 궤도와, 은하가 어떻게 서로 정렬되어 있는지 분석하였다. 연구팀은 총 57개의 각기 다른 병합 시나리오를 찾아냈고, 10개의 서로 다른 관찰 각도에서 병합을 연구하였다.
CL0958+4702 은하단에서 4개의 타원 은하를 포함한 가장 거대한 은하 병합이 관측되었다. 이로 인해 우주에서 가장 거대한 은하 중 하나가 형성될 것이다.

## 분류

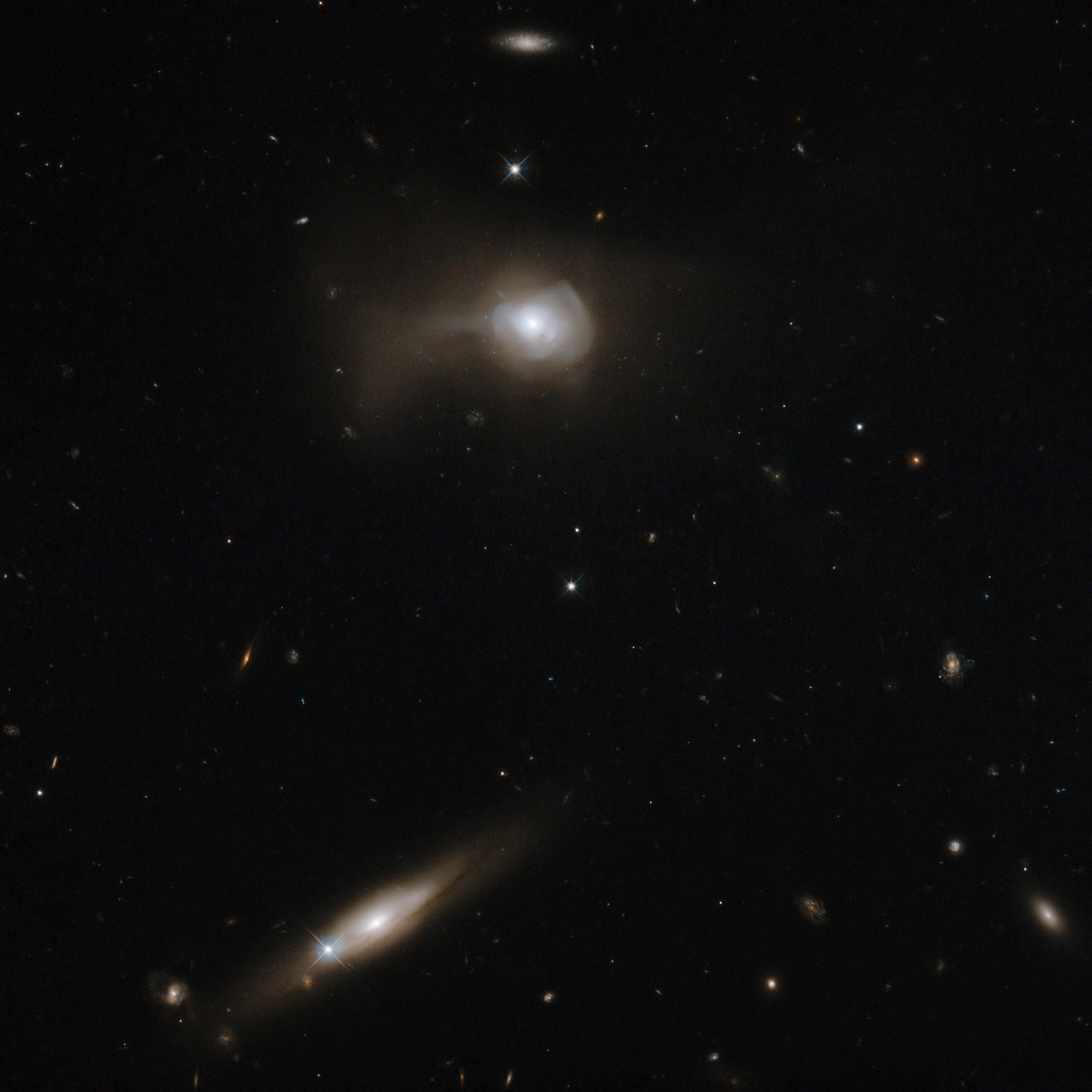
사진의 상단에 있는 은하 마카리안 779는 왜곡된 외양을 가지고 있는데, 그 이유로 은하가 최근 두 나선은하 사이의 병합의 결과로 여겨지고 있다.

은하 병합은 병합 은하의 개수, 은하의 상대적 크기 및 기체 부유 도 등과 같은 병합 은하의 특징을 통해 별개의 여러 분류군으로 나뉠 수 있다.

### 개수에 따라
- 쌍병합(binary merger): 두 상호작용 은하의 병합.
- 다중병합(multiple merger): 둘 이상의 은하가 병합에 참여.

### 크기에 따라
- 작은 병합(minor merger): 병합 은하 중 하나가 다른 하나(또는 그 이상)보다 상당히 큰 경우에 발생한다. 큰 은하는 종종 작은 은하를 "잡아먹는"다. 작은 은하는 큰 은하에 경미한 영향을 미치며 대부분의 기체와 별을 흡수 당한다. 우리 은하는 현재 이러한 방식을 통해 큰개자리 왜소은하, 그리고 마젤란 은하 등과 같은 작은 은하들을 흡수하고 있는 것으로 여겨진다. 처녀자리 성류는 우리 은하에게 거의 다 잡아먹힌(합병 당한) 왜소 은하의 잔재로 여겨진다.

- 큰 병합(major merger): 거의 같은 크기를 가진 두 나선 은하가 적절한 각도 및 속도로 충돌할 때 발생한다. 이들은 종종 활동은하핵이 있는 단계를 포함하는 다양한 피드백 기작을 통해 엄청난 양의 티끌 및 기체를 은하 간 공간으로 날려보낸다. 이는 수많은 퀘이사 배후의 원동력으로 여겨진다. 병합의 종점은 타원 은하이며, 많은 천문학자들이 이 과정이 타원 은하를 형성한 주요 과정이라고 주장한다.

한 연구는 큰 은하들이 지난 90억 년 간 평균 한 번 이상은 서로 병합하였음을 알아내었다. 작은 은하들은 큰 은하들과 더욱 자주 합쳐진다. 우리은하와 안드로메다 은하가 약 45억 년 후 충돌할 것으로 여겨지는 것에 주목하라. 이들의 병합은 서로 유사한 크기를 가진 만큼 큰 병합으로 분류될 것이다. 따라서 병합의 결과는 타원은하의 형성이 될 것이다.

### 기체의 부유 도에 따라

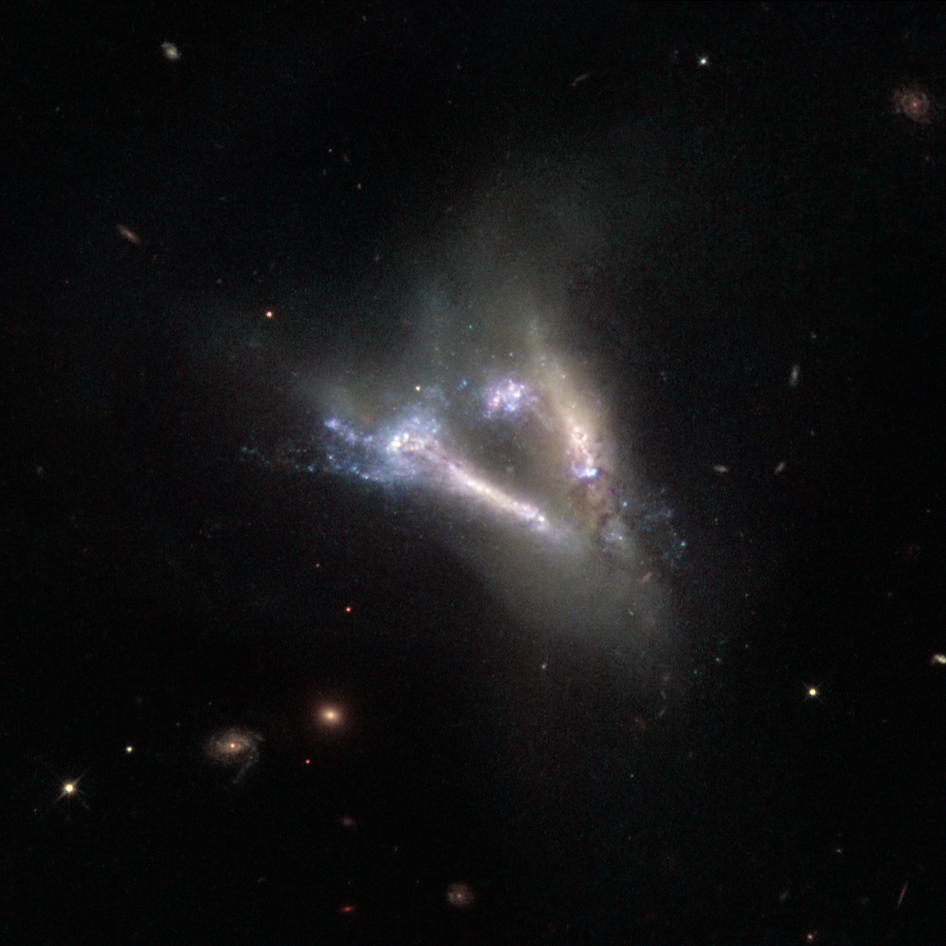
병합 은하들이 이루는 우주의 “플라잉 V”.

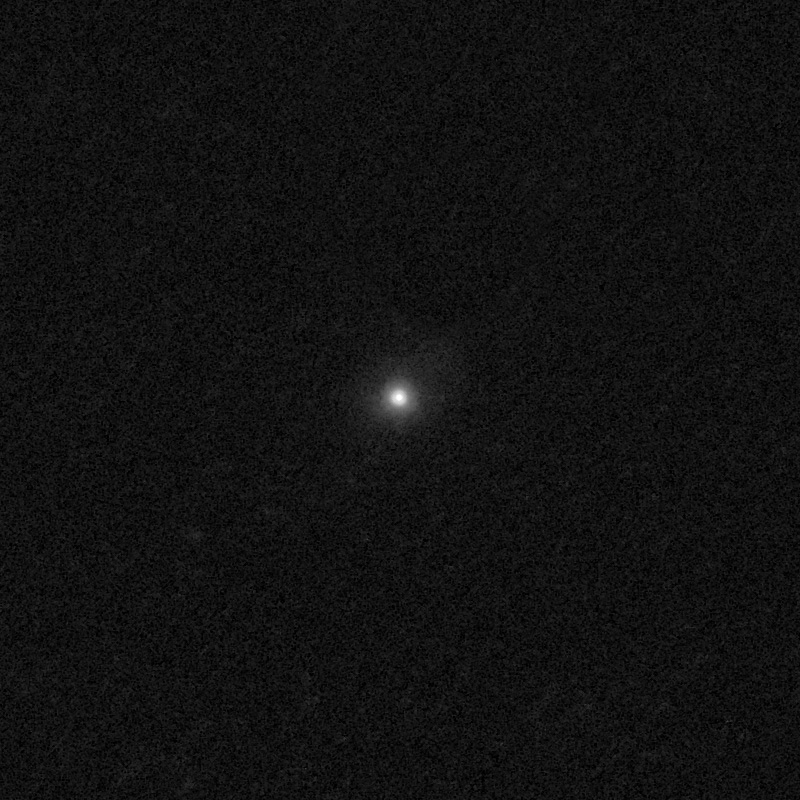
병합 은하 J2140+209에서의 유출된 구상 성단

- 젖은 병합(wet merger): 기체 풍부 은하 또는 청색 은하 사이의 합병이다. 젖은 병합은 엄청난 양의 별의 형성을 일으키며, 원반은하를 타원은하로 변화시키면서 퀘이사 활동을 촉발한다.[15]

- 마른 병합(dry merger): 기체 부족 은하 또는 적색 은하 사이의 합병이다. 이러한 병합은 별형성률에 크게 영향을 주지 않으나, 항성 질량 성장의 중요한 역할을 할 수 있다.[15]

- 습진 병합(damp merger): 위에 언급된 둘 사이 유형의 병합으로, 엄청난 별 형성의 연료로 쓰일 정도의 충분한 기체가 있지만 구상성단의 형성이 부족하다.[16]

- 혼합 병합(mixed merger): 기체 풍부 은하와 기체 부족 은하, 또는 청색 및 적색 은하 사이의 병합이다.

## 예시
아래의 은하들은 병합 과정에 있거나 병합에 의해 형성되었을 것으로 여겨지는 은하 일부이다.
- 더듬이 은하
- 생쥐 은하
- 센타우루스자리 A
- NGC 7318

## 같이 보기
- 안드로메다 은하와 우리 은하의 충돌
- 은하 팽대부
- 은하의 형성 및 진화
- 상호작용 은하
- 질량 부족
- 완두 은하